# Tomoxia
Tomoxia is een geslacht van kevers uit de familie spartelkevers (Mordellidae).
Het geslacht is voor het eerst wetenschappelijk beschreven in 1854 door Costa.

## Soorten
Het geslacht omvat de volgende soorten:
- Tomoxia abrupta Ray, 1944
- Tomoxia albonotata Maeklin, 1875
- Tomoxia alboscutella Ermisch, 1955
- Tomoxia albosuturalis Pic, 1924
- Tomoxia anotata Ray, 1949
- Tomoxia antipodes Ray, 1930
- Tomoxia auratonotata Ray, 1936
- Tomoxia binotata Ray, 1939
- Tomoxia borealis (LeConte, 1862)
- Tomoxia brevipennis Ray, 1939
- Tomoxia bucephala (Costa, 1854)
- Tomoxia carinata Smith, 1883
- Tomoxia contracta Champion, 1891
- Tomoxia diversimaculata Ray, 1930
- Tomoxia exoleta Lea, 1917
- Tomoxia fascifera (LeConte, 1878)
- Tomoxia fiebrigi Ray, 1939
- Tomoxia flavicans Waterhouse, 1878
- Tomoxia formosana Chûjô, 1935
- Tomoxia howensis Lea, 1917
- Tomoxia inclusa LeConte, 1862
- Tomoxia innotata Píc, 1924
- Tomoxia intermedia Ray, 1930
- Tomoxia interrupta Champion, 1891
- Tomoxia inundata Wickham, 1914
- Tomoxia latenotata Píc, 1924
- Tomoxia laticeps Lea, 1895
- Tomoxia laticollis Píc, 1936
- Tomoxia latipalpis Ray, 1946
- Tomoxia lineaticollis Píc, 1933
- Tomoxia lineella LeConte, 1862
- Tomoxia maculicollis Lea, 1902
- Tomoxia melanura Lea, 1917
- Tomoxia melasoma Lea, 1917
- Tomoxia multilineata Pic, 1936
- Tomoxia muriniceps Sharp, 1883
- Tomoxia obliquialba Lea, 1925
- Tomoxia paulonotata Pic, 1936
- Tomoxia philippinensis Ray, 1930
- Tomoxia picicolo Ermisch, 1949
- Tomoxia psotai Ray, 1936
- Tomoxia relicta Takakuwa, 1985
- Tomoxia ryukyuana Takakuwa, 1985
- Tomoxia serricornis Ray, 1939
- Tomoxia serval (Say, 1835)
- Tomoxia sexlineata Lea, 1895
- Tomoxia similaris Nomura, 1967
- Tomoxia spinifer Champion, 1891
- Tomoxia suboblongifera Lea, 1931
- Tomoxia subsuturalis Píc, 1936
- Tomoxia undulata (Melsheimer, 1846)
- Tomoxia xenicornis Ray, 1944